# Pikotka

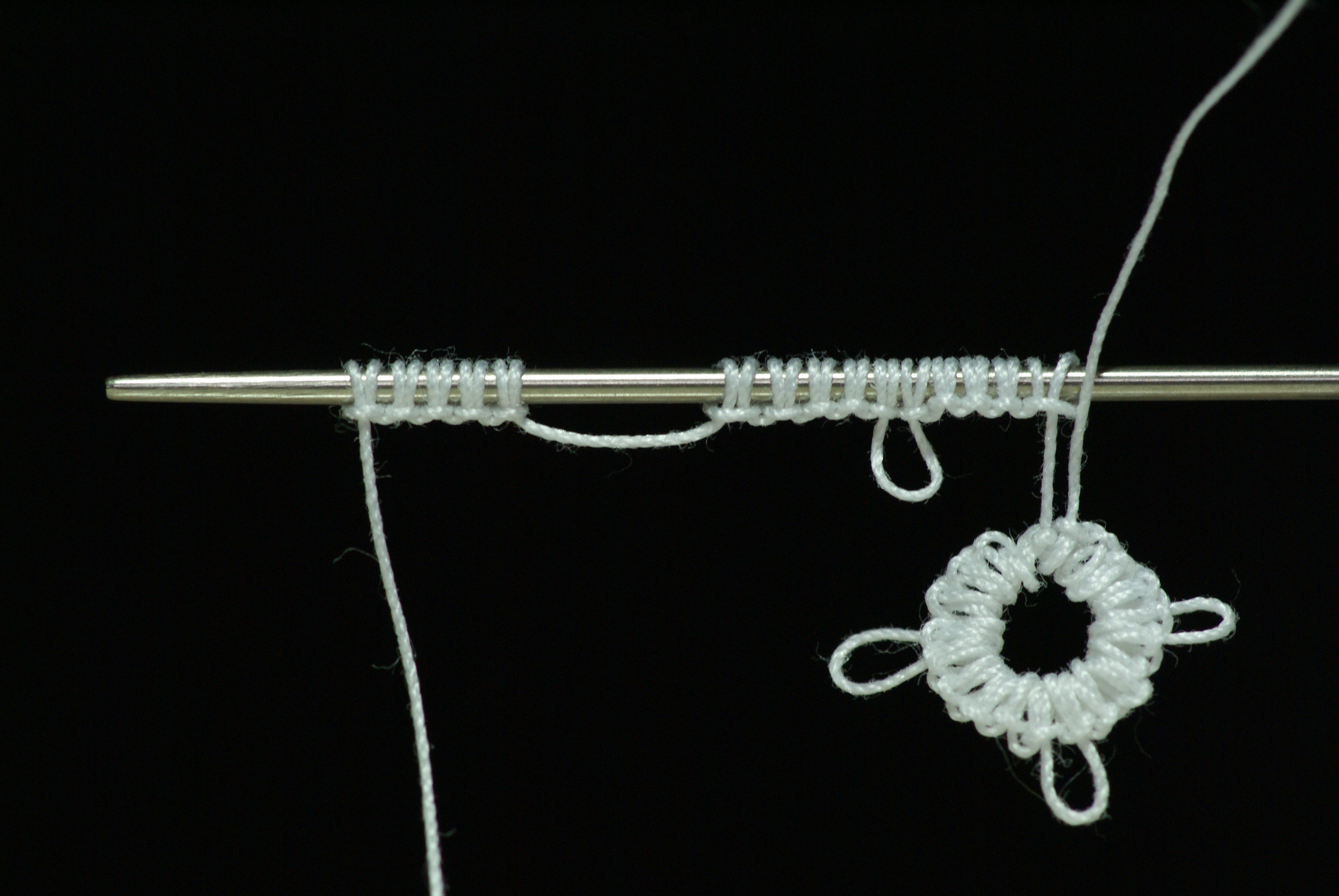
Pikotky na frivolitce z mercerované bavlněné příze

Pikotka (z franc.: piquer=píchat) je druh efektů na nitích zpracovávaných do paličkovaných, šitých krajek, výšivek a podobných výrobků. 
 Šité pikotky jsou drobné výstupky nebo obloučky, které se šijí současně s kroužkováním. Rozeznává se:
- benátská
- bullionová
- řetízková
- kroužkovaná

(Na snímku vpravo je práce na zjednodušených benátských pikotkách oddělených 5 dvojitými kroužkovými stehy)
 U frivolitek se používají pikotky jako zdobný element, který často slouží jako spojnice mezi řetízky, kroužky a dalšími ornamenty.

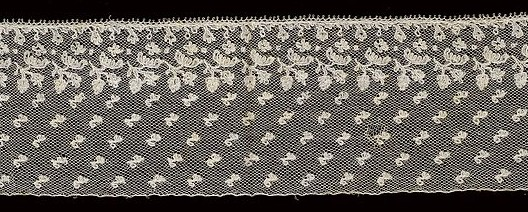
Paličkovaná krajka lemovaná pikotkou (zhotovená v období 1790-1810)

 Paličkované pikotky mají vždy vzhled poutek. U jednoduchých pikotek se tvoří smyčka z jedné niti, tzv. protažené pikotky vznikají ze dvou nití, jedna omotává druhou (např. krajka Le Puy z poloviny 19. století).
U starších krajek se ke zpevnění pikotek často vkládaly dovnitř koňské žíně.
Na makramé se tvoří pikotky např. z dvojitých plochých uzlů.
 Háčkované pikotky se mohou zhotovovat několika způsoby:
- samostatně jako prýmek k přišívání nebo našívání
- jako základ pro další háčkování
- jako vzdušný krajkový vzor.